# Estados Unidos das Ilhas Jônicas
Estados Unidos das Ilhas Jônicas (em grego: Ἡνωμένον Κράτος τῶν Ἰονίων Νήσων; romaniz.: Inoménon-Krátos ton Ioníon Níson; em italiano:  Stati Uniti delle Isole Ionie) foi um estado e protetorado do Reino Unido entre 1815 e 1864, sendo o Estado sucessor da República Septinsular. Cobria o território das Ilhas Jônicas, na Grécia moderna, e foi cedido à Grécia como um presente do Reino Unido para o recém-entronizado rei Jorge I, dando um fim ao protetorado.

## História
Antes das guerras revolucionárias francesas, as Ilhas Jônicas haviam sido parte da República de Veneza. Quando o Tratado de Campoformio de 1797 dissolveu a República de Veneza, as ilhas foram anexadas à República Francesa, criando os departamentos franceses da Grécia. Entre 1798 e 1799, os franceses foram expulsos por uma força conjunta russo-otomana. As forças de ocupação fundaram a República Septinsular, que gozava de relativa independência sob a suserania nominal otomana e controle russo de 1800 até 1807.
As Ilhas Jônicas seriam então ocupadas pelos franceses após os Tratados de Tilsit. Em 1809, o Reino Unido derrotou a frota francesa ao largo da ilha de Zacinto em 2 de outubro, e capturaram Cefalônia, Citera e Zacinto. Os britânicos tomaram Lêucade em 1810. A ilha de Corfu permaneceu ocupada pelos franceses até 1814.
O Congresso de Viena acordou em colocar as Ilhas Jônicas sob a exclusiva "proteção amical" do Reino Unido. Apesar da administração militar britânica, o Império Austríaco assegurou um estatuto comercial equivalente ao do Reino Unido. O acordo foi formalizado com a ratificação da Constituição de Maitland em 26 de agosto de 1817, que criou uma federação de sete ilhas, com o tenente-general sir Thomas Maitland como o primeiro Alto Comissário das Ilhas Jônicas.
Em 29 de março de 1864, representantes do Reino Unido, Grécia, França e Rússia assinaram o Tratado de Londres, prometendo a transferência de soberania para a Grécia após a sua ratificação; com a intenção de reforçar o reinado do recém-instalado rei Jorge I. Assim, em 28 de maio, pela proclamação do Alto Comissário, as Ilhas Jônicas uniram-se com a Grécia. 